# De Feeks

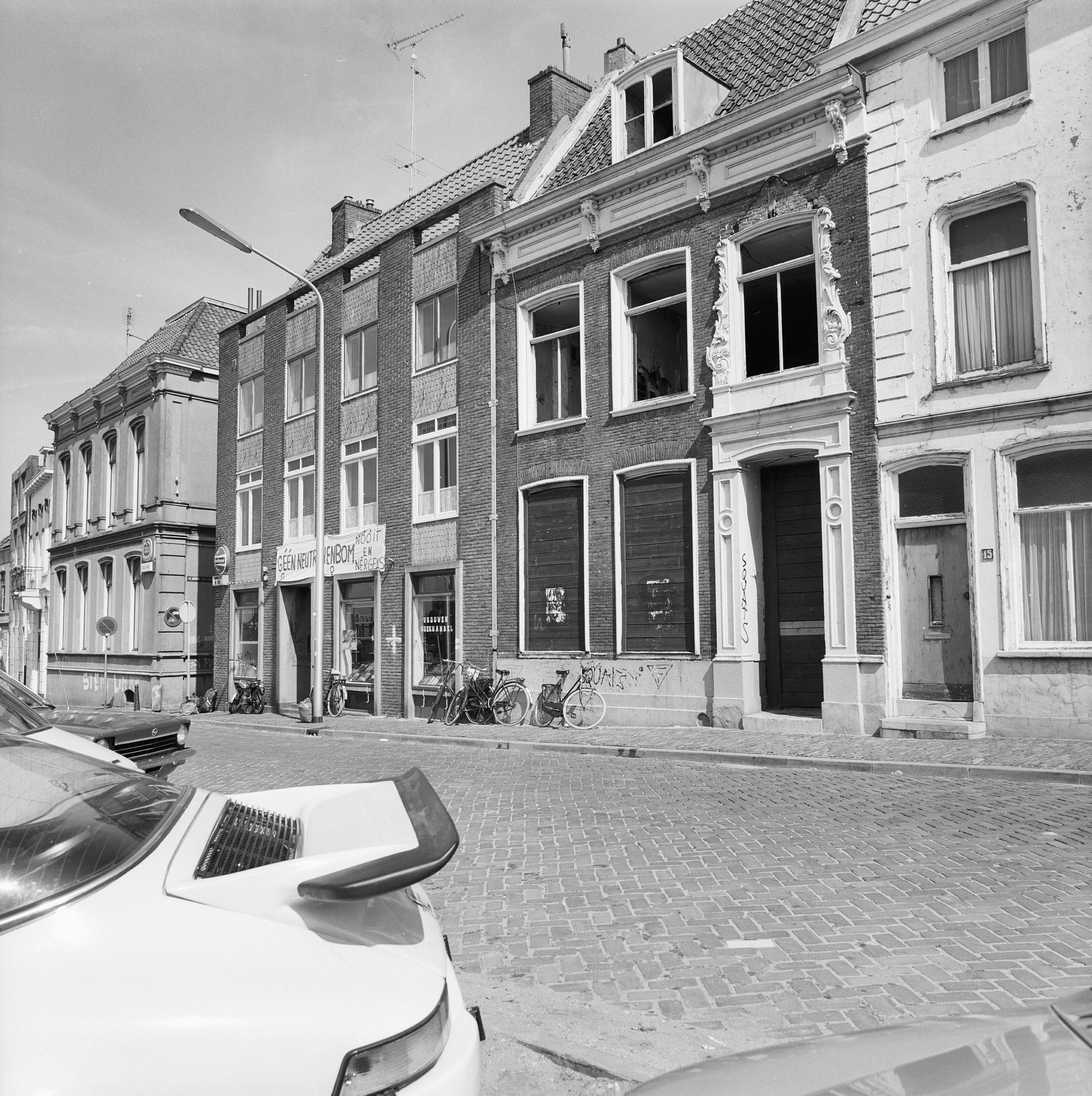
Locatie De Feeks in 1981.

De Feeks was een in 1977 opgerichte vereniging in het Nederlandse Nijmegen, en bestond uit een Vrouwenkafee, Vrouwenboekhandel, Vrouwendokumentatiecentrum Kulturele Klup. Ook in veel andere plaatsen in Nederland werden in de jaren 1970 vrouwencafés, -boekhandels en -documentatiecentra opgericht. Dit was een onderdeel van de internationale women in print-beweging, waartoe ook vrouwenuitgeverijen en -drukkerijen gerekend worden. De behoefte aan plekken waar vrouwen bij elkaar konden komen om actieplannen voor te bereiden, kennis te vergaren en elkaar te ontmoeten, ontstond tijdens de tweede feministische golf in de jaren 1970. 

## Oprichting
De Nijmeegse Vereniging ter Bevordering van Vrouwencultuur De Feeks werd opgericht in 1977 en beheerde een Vrouwenboekhandel aan de Eiermarkt/Ridderstraat 11, een Vrouwenkafee aan de Anthoniusplaats 19 en een Vrouwendocumentatiecentrum in de kelder van de Ridderstraat. Een groep vrouwen verbouwde een pand aan de Ridderstraat tot café en boekhandel. In november 1977 werd Vrouwenboekhandel De Feeks geopend, in januari 1978 Vrouwenkafee De Feeks, en in september 1978 Vrouwendokumentatiecentrum De Feeks.
De Feeks is te karakteriseren als een cultuur-feministische organisatie: de oprichtsters vonden het opeisen van een eigen ‘wereld’ belangrijker dan gelijke rechten of kansen. Door een tegencultuur te ontwikkelen wilde de Vereniging tot Bevordering van Vrouwencultuur bereiken dat vrouwen niet langer onderdrukt of achtergesteld werden. De vereniging koos voor een zo autonoom mogelijke strategie en wilde niet te afhankelijk worden van de voorwaarden van eventuele subsidiegevers.
In het begin huisde het documentatiecentrum in de kelder van de boekhandel. In 1982 kraakten de medewerkers de bovenverdieping van een leegstaand pand aan de Anthoniusplaats en verhuisde het documentatiecentrum daarheen. In 1984 verhuisde de boekhandel naar de Van Welderenstraat 34 in het centrum van Nijmegen. In 1985 verbouwden vrouwen de begane grond van hetzelfde pand en verhuisde het documentatiecentrum terug naar de Ridderstraat, waar de boekhandel inmiddels vertrokken was.
De Kulturele Klup organiseerde activiteiten zoals literaire salons, muzikale optredens van vrouwenbands, theater- en cabaretgroepen en feesten. Doel was “het presenteren en stimuleren van vrouwen- en pottenkultuur in Nijmegen”.

## Organisatie en financiering
Boekhandel, café en documentatiecentrum werden in het begin geleid door een collectief van negen vrouwen. Het ideaal was een horizontale organisatie zonder hiërarchie en met roulerende taken en verantwoordelijkheden. Men zocht een andere vorm van organisatie dan gangbaar was, omdat de meeste bestaande organisaties door mannen opgezet waren en geleid werden. Er waren twee betaalde functies in de boekhandel, één in het documentatiecentrum en één in het café. De overige medewerksters werkten onbetaald.
Vanaf halverwege de jaren 1980 ontstonden er spanningen tussen collectief en hiërarchisch werken. Sommige spanningen kwamen voort uit het feit dat steeds meer vrouwen betaald werk zochten. Vanaf 1986 zijn er sneller personeelswisselingen geweest en was het moeilijker om vrouwen te vinden die zich onbetaald twee dagen per week wilden inzetten. Daarom begon men met het aannemen van vrijwilligers die een afgebakende taak op zich namen zonder beleidsverantwoordelijkheid voor de organisatie te dragen. De werkwijze verzakelijkte steeds meer.
Vanaf 1979 ontving het Vrouwendocumentatiecentrum De Feeks subsidie van de overheid, eerst van het ministerie van Cultuur, Recreatie en Maatschappelijk werk (CRM), daarna van de provincie Gelderland. In 1991 werd de subsidie met dertig procent gekort. Voortaan werd het subsidiebedrag vastgesteld op basis van geleverde prestaties of diensten. Men moest zakelijker gaan werken. Het collectief als organisatievorm werd daarom in 1992 losgelaten.

## Vrouwenkafee De Feeks
In de jaren 1970 tijdens de tweede feministische golf was er behoefte aan plekken waar vrouwen bij elkaar konden komen. Een café voor alleen vrouwen was iets nieuws. Hier konden vrouwen in hun eentje naartoe zonder ongewenst contact met mannen te hoeven afhouden. Vrouwen wilden zich veiliger voelen in de horeca. De seksuele revolutie was net achter de rug, daardoor vonden mannen vaak dat alles moest kunnen. Vrouwen die alleen naar een café gingen, vroegen er in hun ogen om te worden betast en als een vrouw er wat van zei werd ze getypeerd als zure meid die niet tegen een grapje kon, of als preutse trut. Lesbische vrouwen werden vaak gediscrimineerd in cafés en ook zij hadden behoefte aan een veilige plek. Ook hadden vrouwen behoefte aan een vaste vergaderplek om emancipatieplannen te maken zonder mannen, omdat die vaak de discussies overnamen. Men wilde een café voor alle vrouwen die op de een of andere manier actief waren in de vrouwenbeweging. Deze bestond in die tijd voornamelijk uit Dolle Mina, Man Vrouw Maatschappij, praatgroepen, Vrouwen Oriënteren zich op de Samenleving (VOS), VIDO, het Vrouwencentrum Nijmegen, de Vrouwengroep Interfacultair Overleg (VIOOL) aan de Katholieke Universiteit Nijmegen, feministisch-socialistische (FemSoc)-groepen, de Nederlandse Vrouwen Beweging (NVB), Feministische Oefengroep op basis van Radikale Therapie (FORT) en lesbische vrouwengroepen
De oprichters wilden een zelfstandig bedrijf oprichten en zagen dit als een politieke keuze. De meeste vrouwen hadden geen enkele ervaring in het bedrijfsleven, wat zij zagen als een resultaat van hun opvoeding, omdat vrouwen vooral werden opgevoed voor zorgtaken. Ze wilden een “vrouwenekonomie als tegenekonomie" ontwikkelen. De hechte samenwerking van het collectief en het feit dat De Feeks een onderdeel van de vrouwenbeweging was met vele stromingen, standpunten en verhitte discussies, had als nadeel dat klanten zich soms buitengesloten voelden. Ze vroegen zich af of ze wel lesbisch genoeg waren of hadden het gevoel dat ze er als getrouwde vrouw met kinderen niet echt bij hoorden Er waren veel discussies over wat voor soort café het precies moest zijn: vooral actiegericht of juist een soort huiskamer, voor alle vrouwen of juist voor lesbische, om te swingen of om te praten?
In mei 1986 werd het café opgeheven. In de loop van de jaren 1980 was het steeds moeilijker geworden om vrouwen te vinden die onbetaald in het café wilden werken, want ze waren vaker op zoek naar betaald werk. Het café werd ook minder nodig, omdat de vrouwenbeweging in de loop van de jaren 1980 professionaliseerde en institutionaliseerde. Het café vervulde zodoende geen rol meer als plek voor het ontwikkelen van emancipatieplannen. Het bezoekersaantal liep terug, en het café kon niet meer rendabel draaien. Sowieso was dit laatste altijd al lastig geweest, omdat vrouwen geen grote drinkers zijn en er meestal ook niet genoeg geld voor hadden.
Na sluiting startte een van de barvrouwen van De Feeks, Marij Derks, café Mets, dat direct na opening in augustus 1987 een groot succes bleek bij lesbische vrouwen en ..... Nijmeegse politici die uit vergadering kwamen op het stadhuis. Mets wordt van 2005 - 2016 gerund door Rian Verschuren en Rian van Aar. Mets blijft in die jaren voortrekker van de Roze Meifeesten en neemt andere horeca in de Grotestraat daarin mee. Nadat Rian en Rian in 2016 het stokje overdragen verdwijnt ook Roze Meifeest van het toneel. 

## Vrouwenboekhandel De Feeks
In de tweede feministische golf van de jaren 1970 ontstond ook grote behoefte aan kennis over vrouwenonderwerpen. Er bleken weinig boeken te zijn voor en door vrouwen geschreven en áls ze er al waren, was er moeilijk aan te komen. Op verschillende plekken in het land werden daarom vrouwenboekhandels opgericht. Andere vrouwenboekhandels waren onder meer BoekenNel uit Eindhoven, Xantippe uit Amsterdam, Savannah Bay uit Utrecht, Dikke Trui uit Groningen en Shikasta in Wageningen De vrouwenboekhandels fungeerden als een ‘universiteit zonder muren’ en stonden in het teken van feminisme en vrouwenemancipatie. Ook andere belangengroepen begonnen in deze periode hun eigen boekhandels, zoals  boekhandel De Rooie Rat in Utrecht, opgericht door politiek linkse en activistische groepen. De vrouwenboekhandels verkochten ook veel publicaties die in eigen beheer waren uitgegeven, zoals pamfletten tegen pornografie. Die stroom werd langzamerhand minder, omdat er meer boeken gepubliceerd werden.
Boekhandel De Feeks maakte begin jaren 1990 een organisatieverandering door. Men wilde een loonvormend en rendabel bedrijf worden en dat lukte vanaf 1993. Onder meer door het assortiment te verbreden en de naam te veranderen in ‘Vrouwen/homo/niet-westerse boekhandel De Feeks’. Door de verbreding van de collectie kwam er ook een nieuw, vaak koopkrachtiger publiek de winkel binnen. In 2007 werd de boekhandel verkocht en verhuisde de boekhandel naar de Nijmeegse Van Welderenstraat 34. Op 22 december 2018 sloot de boekhandel haar deuren.  Men ging verder als online Regenboogcommunity en online boekhandel. In januari 2021 stopte de boekhandel definitief met alle activiteiten.

## Vrouwendokumentatiecentrum De Feeks
De vrouwenbeweging van de jaren 1970 leverde een grote hoeveelheid publicaties op. De behoefte ontstond om dit materiaal te bewaren, documenteren en toegankelijk te maken. Dit leidde tot de oprichting van diverse vrouwendocumentatiecentra, waarvan De Feeks er een was. Het idee ontstond vooral om economische redenen. Een documentatiecentrum in Nijmegen betekende dat men niet langer naar het Internationaal Archief voor de Vrouwenbeweging (IIAV, later Atria) in Amsterdam hoefde te reizen voor materiaal. Ook hadden veel vrouwen te weinig geld om zelf veel boeken te kopen en bovendien verscheen veel informatie in tijdschriften. Ook waren veel vrouwen bezig met scripties op school of aan de universiteit; de door hen gezochte informatie was lang niet altijd aanwezig in de universiteitsbibliotheek. Alles werd vanaf nul opgebouwd met behulp van kleine subsidies.
Vanaf eind jaren 1980 maakte Vrouwendokumentatiecentrum De Feeks in samenwerking met diverse andere organisaties, waaronder het IIAV/Atria, een begin met het bouwen van een vrouwenthesaurus. Dit is een trefwoordensysteem dat het gemakkelijker maakte om informatie te vinden over vrouwen, vrouwenbeweging en vrouwenstudies. Vanaf begin jaren 1990 werd de collectie van het Vrouwendocumentatiecentrum gedigitaliseerd om de informatie toegankelijker te maken.

Dokumentatiecentrum De Feeks beheerde ruim dertig jaar lang een landelijk gerespecteerde collectie op het gebied van de vrouwenbeweging. Het centrum werkte nauw samen met het IIAV in Amsterdam, met vrouwenstudies en genderstudies aan de Katholieke Universiteit Nijmegen, de openbare bibliotheek  Nijmegen (OBGZ Mariënburg) en het Emancipatiebureau Gelderland. In 2011 sloot Vrouwendokumentatiecentrum De Feeks de deuren. Veel boeken verhuisden naar de openbare bibliotheek Nijmegen, waar sinds 8 maart 2012 permanent een ‘Feekskast’ is ingericht. Het Nijmeegse deel van de collectie werd overgedragen aan Lesbisch Archief Nijmegen. Ook het eigen archief van de Nijmeegse Vereniging ter Bevordering van Vrouwencultuur De Feeks.